# Condé-sur-Iton

Condé-sur-Iton este o comună în departamentul Eure, Franța. În 2015 avea o populație de 887 de locuitori.